# مؤيد الدين مظفر
مُؤيَدِ الدِّينِ مُظَفَّرْ بِنُ أَحْمَدِ المُستَوفِي المعروف بالرَئِيس مُظَفَّرْ كان قائدًا سلجوقيًا ملازمًا للأمير السلجوقي أميرداد الحبشي، وتمكن من الحصول على قلعة جردكوه من السلطان بركياروق وقام بإعادة تحصينها سنة 1096، كما قام بحفر بئر عميق في القلعة لكن الماء لم يصله حتى حدث زلزال بعد سنوات عديدة أدى إلى تدفق الماء. قام مظفر باعتناق الإسماعيلية النزارية سرًا على يد عبد الملك بن عطاش سنة 1100، مما جعل القلعة تتحول إلى أحد ممتلكات النزاريين. بقي مظفر قائدًا للقلعة تحت حُكم حسن الصباح حتى خَلفه ابنه شرف الدين محمد، إذ قُتل مظفر في الحرب التي دارت بينه وبين بركياروق سنة 1100.